# Mesene glisa
Mesene glisa är en fjärilsart som beskrevs av Doubleday 1847. Mesene glisa ingår i släktet Mesene och familjen Riodinidae. Inga underarter finns listade i Catalogue of Life.